# Schiffornis aenea
El llorón submontano (Schiffornis aenea), también denominado shifornis submontano (en Perú), es una especie de ave paseriforme perteneciente al género Schiffornis de la familia Tityridae. Es nativo de la región andina en América del Sur. 

## Distribución y hábitat
Se distribuye al este de los Andes en Ecuador y adyacente norte del Perú (Cajamarca y Piura).

## Sistemática

### Descripción original
La especie S. aenea fue descrita por primera vez por el ornitólogo estadounidense John Todd Zimmer en 1936 bajo el nombre científico Schiffornis turdinus aeneus.

### Taxonomía
Este género ha sido tradicionalmente colocado en la familia Pipridae; La Propuesta N° 313 al South American Classification Committee (SACC), siguiendo los estudios de filogenia molecular de Ohlson et al. (2007), aprobó la adopción de la nueva familia Tityridae, incluyendo el presente y los otros géneros.
Las anteriormente subespecies Schiffornis turdina aenea, S. turdina veraepacis, S. turdina olivacea y S. turdina stenorhyncha fueron divididas de Schiffornis turdina y elevadas a especies plenas siguiendo los estudios moleculares y sonogramas de Nyári, A (2007) y los estudios complementares de variación geográfica de voces, localidades tipo e itens prioritarios de Donegan et al (2011). La propuesta N° 505 al South American Classification Committee (SACC) fue aprobada en octubre de 2011, con dichos cambios taxonómicos.